# Mansoor (lutador)
Mansoor Abdul Aziz Al-Shehail ( árabe : منصور عبد العزيز الشهيل; nascido em 28 de outubro de 1995) é um lutador profissional saudita-americano. Ele é mais conhecido por sua passagem pela WWE, onde atuou sob os nomes de ringue Mansoor e mån.sôör, e foi membro do Maximum Male Models. Ele é o primeiro lutador saudita a competir na WWE. 

## Vida
Mansoor Al-Shehail nasceu em Riad, Arábia Saudita, em 28 de outubro de 1995 , filho de mãe americana e pai saudita. Aos 11 anos mudou-se para os Estados Unidos da América e cresceria na Califórnia.  Al-Shehail era fã de luta livre profissional desde muito jovem e estava cercado de amigos com quem compartilhava essa paixão, muitas vezes jogando videogames de luta livre.
Lutou com sua herança mista saudita-americana quando criança, dizendo: "Minha mãe é americana, mas houve momentos em que fui tratado como se fosse saudita demais para ser americano, mas também americano demais para ser saudita. Identidade em termos de luta livre, é algo com o qual sempre tive que lidar, mas em termos de luta livre foi uma grande vantagem, já que há escolas de luta livre em todos os Estados Unidos, então pude aprender desde muito jovem. 

## Carreira de luta livre profissional

### Circuito independente (2015–2018)
Mansoor Al-Shehail foi inicialmente treinado pelos Stoner Brothers e Dory Funk Jr.  No início de sua carreira, ele trabalhou sob os nomes de Manny Faberino e Big Money Manny no circuito independente para diversas promoções incluindo Hoodslam, All Pro Wrestling, Stoner. Brothers University, Best of the West Wrestling e Gold Rush Pro Wrestling. Durante este período, ele venceu uma vez o campeonato principal do East Bay Pro Wrestling, que desocupou ao assinar com a WWE. 

### WWE (2018-2023)
Al-Shehail foi um dos oito participantes que a WWE observou durante um teste em Jeddah, Arábia Saudita, antes do Greatest Royal Rumble de 2018, o primeiro grande evento da WWE na Arábia Saudita, e recebeu treinamento adicional no WWE Performance Center em Orlando, Flórida.  Ele apareceu em um segmento durante o evento, onde ele e seus colegas recrutas participaram de uma altercação física com Shawn Daivari e Ariya Daivari.  Al-Shehail, sob o nome de "Manny Faberino", fez sua estreia na WWE em um evento ao vivo do NXT em 6 de setembro de 2018, perdendo para Luke Menzies.  Ele fez sua estreia na televisão no episódio de 6 de fevereiro de 2019 do NXT como "Mansoor", onde foi derrotado por Jaxson Ryker.  Al-Shehail também forneceu a voz de Cole Quinn, um dos personagens principais do modo MyCareer ' WWE 2K19, que ele repetiria no WWE 2K20 no ano seguinte. 
No evento Super ShowDown da WWE de 2019 em Jeddah, Mansoor venceu uma Battle Royal de 51 homens, eliminando por último Elias.  No Crown Jewel de 2019, em sua cidade natal, derrotou Cesaro.  Em 8 de novembro de 2019, ele fez sua estreia no 205 Live, onde derrotou The Brian Kendrick.  No evento Super ShowDown da WWE de 2020 em Riade, Mansoor derrotou Dolph Ziggler.  Depois disso, Mansoor tornou-se regular no 205 Live, desenvolvendo uma seqüência de vitórias no programa ao derrotar nomes como Ashante "Thee" Adonis, Brian Kendrick e Jake Atlas.   
No início de 2021, Mansoor começou a aparecer no Evento Principal derrotando nomes como Akira Tozawa, Angel Garza e Drew Gulak, estendendo sua sequência de vitórias para 49-0.  No episódio do Raw de 3 de maio, Mansoor foi designado para a marca Raw,   e fez sua estreia no ringue na mesma noite, perdendo para o campeão dos Estados Unidos Sheamus por desqualificação devido à interferência do outro rival de Sheamus, Humberto Carrillo, e encerrando sua sequência de vitórias.  Em junho, Mansoor começou um enredo com Mustafa Ali, que tentou convencê-lo de que o resto das estrelas da WWE eram "traidores", "fariam qualquer coisa apenas para progredir" e "trapaceiros",  levando a uma partida em o episódio de 5 de julho do Raw, onde Mansoor sofreu sua primeira derrota por pinfall, quando Ali o superou ao fingir uma lesão no joelho. 
Como parte do Draft de 2021, Mansoor foi draftado para a marca SmackDown.  No episódio do Raw de 11 de outubro, Mansoor foi atacado por Ali nos bastidores após perderem para o The Hurt Business, encerrando a aliança entre os dois; Ali o desafiaria para uma partida no Crown Jewel mais tarde naquela noite.  No evento, Mansoor derrotou Ali. 
Em 22 de abril de 2022, em um segmento dark do SmackDown, Mansoor foi anunciado como o mais novo membro do grupo de LA Knight, Knight Model Management, ao lado de Mace.  No episódio de 1º de julho do SmackDown, Knight, agora conhecido como Max Dupri, anunciou Mace e Mansoor, sob os nomes ajustados "ma.çé" e "mån.sôör", como sua nova tag team, Maximum Male Models.  Mais tarde, a Maximum Male Models deu as boas-vindas a Maxxine Dupri, irmã de Max (kayfabe), para gerenciar a equipe. Maximum Male Models juntou-se à marca Raw em 6 de fevereiro de 2023 e permaneceu no Raw após o Draft de 2023 .   Depois de passar semanas com Otis da Alpha Academy, Maxxine deixou a Maximum Male Models para se juntar à Alpha Academy no episódio do Raw de 15 de maio, quando ela torceu para que Otis e Chad Gable eliminassem ma.çé e mån.sôör na batalha real dos contendores número um do Campeonato Intercontinental " .   Depois de meses de inatividade, mãe. çé e mån.sôör foram dispensados de seus contratos com a WWE em 21 de setembro de 2023. 

## Vida pessoal
Em 2017, o ator americano Shia LaBeouf, a artista finlandesa Nastja Säde Rönkkö e o artista britânico Luke Turner lançaram uma instalação política de transmissão ao vivo, He Will Not Divide Us, da qual Al-Shehail e um grupo de amigos participaram. Durante seu tempo na transmissão, ele ficou conhecido como Punished Jesus pelos fãs, e mais notavelmente vestiu um tapa-olho e cantou "Snake Eater", o tema de abertura do videogame Metal Gear Solid 3: Snake Eater de 2004,  e re- encenou a cena de abertura do filme de 2012 O Cavaleiro das Trevas Ressurge. 
Em 27 de abril 2021, Al-Shehail casou-se com sua namorada Mia Carey.  Ele também tem um filho.

## Campeonatos e conquistas
- Luta Profissional de East Bay
  - Campeonato EBPW (1 vez) [41]
- Luta Profissional Ilustrada
  - Classificado em 181º lugar entre os 500 melhores lutadores individuais no PWI 500 em 2021 [42]
- Boletim Informativo do Observador de Wrestling
  - Worst Gimmick (2022) Máximo de modelos masculinos [43] [44]
- WWE
  - Batalha real de 51 homens [45] [46]